# Église Saint-Léger de Bussy-lès-Daours
L'église Saint-Léger de Bussy-lès-Daours est située à Bussy-lès-Daours dans le département de la Somme, non loin d'Amiens en France.

## Histoire
L'église paroissiale de Bussy est placée sous le vocable de Léger d'Autun (saint Léger) ; elle a été construite en 1837-1839, sur les plans de l'architecte amiénois Jean Herbault. 
En 1866, la courte flèche du clocher, est remplacée par une flèche de style néo-gothique de 10 mètres de haut, non-comprise une hauteur supplémentaire de 4 mètres pour la croix et le coq, sur un plan de l'architecte Victor Delefortrie.

## Caractéristiques
L'église de Bussy-lès-Daours est de style néo-classique. Elle est bâtie en pierre et en brique fabriquées localement, sur une base rectangulaire de 32 mètres de long sur 11 mètres de large, sans contrefort et sans transept. La tour du clocher forme un porche extérieur, éclairé par deux fenêtres. 
La voûte centrale en berceau, réalisée en enduit sur lattis, commune à la nef et au chœur, repose sur des murailles soutenues de chaque côté par quatre colonnes et deux piliers à section carrée. Deux sacristies se trouvent à l'avant des bas-côtés de la nef et du chœur. Chacun des bas-côtés est ouvert par une porte à l'arrière. Chacune des sacristies est également ouverte sur l'extérieur par une porte. Les plafonds horizontaux des bas-côtés sont soutenus par des poutres reposant sur des blochets sculptés.
Le sanctuaire semi-circulaire, sans ouverture d'éclairement, possède un plafond en demi-coupole peint en bleu-nuit et parsemé d'étoiles dorées ; le fond est occupé par une gloire de grandes dimensions réalisée par les Frères Duthoit.
Le dallage des allées de la nef, de l'ensemble du chœur et du sanctuaire, est en pierre de Senlis. Le chœur est surélevé de deux marches et le sanctuaire de deux autres marches. Sous les bancs, le pavage est réalisé en briques. Une forte corniche sculptée, ceinture les parties hautes de la nef centrale, du chœur et du sanctuaire. L'éclairement de l'église est assuré par de grandes baies en plein cintre : douze pour la nef, le chœur et les sacristies ; deux pour le porche ; une baie centrale pour la façade.
L'église de Bussy-lès-Daours conserve plusieurs œuvres classées monuments historiques au titre d'objet : 
- du XVIe siècle, statues de la Vierge à l'Enfant[3] et de saint Léger, des fonts baptismaux en pierre ;
- du XVIIe siècle statue de saint Nicolas et tabernacle en bois ;
- du XIXe siècle, les statues de sainte Catherine, sainte Colette, saint Charles Borromée, saint Eloi, saint Pierre, saint Roch, une Vierge de procession, un Christ en bois peint, l'autel saint Léger, l'autel de la Vierge, œuvres des frères Duthoit, un reliquaire en métal, deux crédences en marbre et bois, deux lustres, des bâtons de chantre[4].